# Francisco Küster
Francisco de Assis Küster (São Joaquim, 31 de dezembro de 1943) é um político brasileiro.

## Vida
Filho de Genésio Pereira Küster e de Maria de Melo Küster.

## Carreira
Foi deputado à Assembleia Legislativa de Santa Catarina na 8ª legislatura (1975 — 1979), na 9ª legislatura (1979 — 1983), na 10ª legislatura (1983 — 1987) e na 13ª legislatura (1995 — 1999).
Foi presidente da Assembleia em 1997 e 1998.
Foi deputado à Câmara dos Deputados na 48ª legislatura (1987 — 1991).